# Gunnar Ågren (professor)
Karl Gunnar Ågren, född 1 februari 1907 i Nacka, död 15 november 1982 i Uppsala, var en svensk medicinare.

## Biografi
Ågren avlade studentexamen i Stockholm 1925, medicine kandidatexamen 1928 och medicine licentiatexamen vid Karolinska institutet i Stockholm 1934, promoverades till medicine doktor samma år och blev docent i fysiologisk kemi 1935. Ågren var biträdande lärare i kemi vid Karolinska institutet 1934–1936 och föreståndare för fysiologisk-kemiska avdelningen vid Wenner-Grens institut 1941–1942. Han var laborator 1942–1946 och professor i medicinsk och fysiologisk kemi vid Uppsala universitet 1947–1967, professor i medicinsk kemi 1967–1973. Ågren var ledamot av statens medicinska forskningsråd 1949–1955 och 1964–1974, av försvarsmedicinska forskningsdelegationen 1964–1974. Han publicerade skrifter om hormoner, vitaminer, enzymer och näringsproblem. Ågren invaldes som ledamot av Vetenskaps-Societeten i Uppsala 1957. Han blev riddare av Nordstjärneorden 1954 och kommendör av samma orden 1965. Ågren vilar på Täby norra begravningsplats.